# Lorenc Trashi
Lorenc Trashi (n. 19 mai 1992 în Gramsh) este un fotbalist profesionist albanez  care joacă în prezent pentru Partizani Tirana în Superliga Albaniei.

## Primii ani
Trashi s-a născut la 19 mai 1992 în Gramsh, Albania. Trashi ține de mic cu Partizani Tirana.

## Cariera pe echipe

### Gramshi
Trashi și-a început cariera la echipa locală KF Gramshi, unde a fost promovatla echipa mare în 2008, în timp ce clubul se afla în al treilea eșalon al fotbalului albanez. În timpul sezonului, Gramshi a câștigat divizia de nord și a ajuns la finala campionatului, pe care a pierdut-o în fața lui KF Memaliaj. În următorul sezon, echipa sa a promovat și a jucat în al doilea eșalon al fotbalului din Albania, unde a jucat în 19 meciuri și a marcat primul gol, ajutându-l pe acesta să evite retrogradarea și să se termine confortabil pe locul 10. În cel de-al doilea sezon el și-a ajutat din nou echipa să evite retrogradarea, de data aceasta mulțumită golaverajului mai bun, și a jucat în 20 de meciuri fără a înscrie un gol. În timpul sezonului 2011-2012 a jucat 25 de meciuri de campionat și a înscris 2 goluri, ajutând echipa să termine pe un locul 8 din 16 echipe. Cu toate acestea, în sezonul următor, Gramshi a jucat mai puțin pentru Trashi pe tot parcursul sezonului. În februarie 2013 a primit titlul de „Mândria orașului” din partea munincipiului Gramsh la cea de-a 53-a aniversare pentru contribuția sa la echipa de fotbal a orașului. În aprilie 2013, în urma unor neînțelegeri avute cu antrenorul său Edmond Hida, a fost scos din lot. Cu toate acestea, în cele din urmă părțile s-au împăcat și a fost reprimit în echipă pentru a o ajuta să scape de retrogradare. El a încheiat sezonul 2012-2013 cu 5 goluri în 25 de partide, însă echipa sa a fost retrogradată în cele din urmă după ce a terminat în penultimul loc.

### KF Lushnja
În urma retrogradării lui Gramshi din prima divizie albaneză, Trashi a fost lăsat să plece de la echipă și să semneze cu KS Lushnja, Albania, recent promovată, Superliga în sezonul 2013-2014. El a marcat primul gol al acestui sezon chiar în prima etapă din Superliga Albaniei împotriva lui FK Kukësi și a fost numit omul meciului. Golul său a venit în minutul 54 dintr-o pasă venită din partea lui Gentian Çela, pe care Trashi a fructificat-o cu un șut din voleu cu stângul. El a devenit rapid titular, jucând pe ambele flancuri la mijlocului terenului și construind relații bune de joc cu Erlind Koreshi de pe flancul opus și cu atacantul Mikel Canka. Următorul său gol a venit într-o victorie cu 2-0 în fața lui Partizani Tirana, în care a deschis scorul în urma unei acțiuni individuale, după ce a luat mingea de la centrul terenului și a trecut de fundașii lui Partizani, apoi a învins portarul cu un șut puternic în coltul din stânga sus al porții.
Lushnja a continuat să se chinuie în campionat, în ciuda performanțelor impresionante ale lui Trashi și Canka, care au marcat priumul gol al partidei cu Flamurtari Vlorë pe 10 noiembrie după un un-doi, în care Trashi a preluat din nou conducerea în minutul 51, însă a terminat meciul fiind învinsă cu 4-3. Până la fereastra de transferuri din ianuarie a fost considerat revelația sezonului în fotbalul albanez și a atras atenția mai multor cluburi datorită formei sale bune și celor 4 goluri din campionat în prima jumătate a sezonului. A fost curtat de FK Kukësi, ofertă pe care a refuzat-o pentru a rămâne la Lushnja. Coechipierul său de la mijlocul terenului, Erlind Koreshi, nu i-a urmat exemplul și a ales să plece de la echipă la KF Tirana. Într-un meci crucial pentru lupta la retrogradare în fața lui Bylis Ballsh, de pe 22 februarie, Trashi a marcat al cincilea gol din lovitură liberă, deschizând scorul după 13 minute în victoria cu 2-0.
A marcat încă o dată în următorul meci liga împotriva lui Besa Kavajë în minutul 83, un gol prin care și-a ajutat echipa să egaleze li pe care l-a marcat din lovitura liberă. Lushnja a retrogradat în cele din urmă după ce a terminat pe penultimul loc, pierzând 11 din ultimele 12 meciuri și terminând la 13 puncte de primul loc care asigura salvarea de la retrogradare. Meciurile bune făcute pe parcursul sezonului nu au rămas observate și a fost inclus în echipa anului în Superliga Albaneză, fiind nominalizat la Talentul Anului, un premiu pentru cei mai buni tineri din Superliga din Albania.

### Partizani Tirana
În urma retrogradării KF Lushnja din Superliga din Albania, Trashi a semnat un contract de trei ani cu Partizani Tirana la 31 mai 2014.
La 9 noiembrie 2015, el și-a prelungit contractul pentru încă trei sezoane, până în 2018.

## Cariera la națională
Trashi a jucat pentru prima dată pentru Albania U-21 în februarie 2013, fiind convocat de antrenorul de atunci al naționalei de tineret Skënder Gega în perioada în care juca pentru KF Gramshi. El a intrat în a doua repriză din postura de rezervă în meciul amical neoficial cu echipa din Superliga Kosovoului KF Drenica de la sfârșitul turneului, în care Albania U21 a pierdut cu 2-0.

## Palmares
Gramshi
- A doua divizie albaneză - locul secund (1): 2008-2009

Individual
- Mândria orașului Gramsh
- Talentul albanez al anului - locul al treilea (1): 2013-2014
- Echipa Anului în Superliga Albaniei (1): 2013-2014